# Tisserin de Fox
Ploceus spekeoides
Espèce
Statut de conservation UICN

 NT  : Quasi menacé
Le Tisserin de Fox (Ploceus spekeoides) est une espèce de passereaux de la famille des Ploceidae.